# Cis mikagensis
Cis mikagensis là một loài bọ cánh cứng trong họ Ciidae. Loài này được Nobuchi & Wada in Nobuchi miêu tả khoa học năm 1955.